# Lambárskálar
Lambárskálar är ett berg i republiken Island. Det ligger i regionen Norðurland eystra, 280 km nordost om huvudstaden Reykjavík.
Trakten runt Lambárskálar är nära nog obefolkad, med mindre än två invånare per kvadratkilometer. Närmaste större samhälle är Grenivík, omkring 13 kilometer sydväst om Lambárskálar. Trakten runt Lambárskálar består i huvudsak av gräsmarker.